# El Puig (Valls)
El Puig és una muntanya de 204 metres que es troba al municipi de Valls, a la comarca de l'Alt Camp.